# جون لويس (لاعب كرة قدم أسترالية)
جون لويس (بالإنجليزية: John Lewis)‏ هو لاعب كرة قدم أسترالية أسترالي، ولد في 22 مايو 1953.

## وصلات خارجية
- جون لويس على موقع AustralianFootball.com (الإنجليزية)
- جون لويس على موقع AFLtables.com (الإنجليزية)